# Joan Torras i Puig
Joan Torras i Puig (Barcelona, 25 de juny de 1885 – Barcelona, 15 de gener de 1977) fou un arquitecte i empresari català.

## Biografia
Joan Torras va néixer al carrer Ronda Sant Pere de Barcelona, fill del també arquitecte i empresari Joan Torras i Guardiola, nascut a Sant Andreu del Palomar, fundador de la siderúrgia Torras, Herrería y Construcciones, situada al Poblenou, i de Magdalena Puig i Gibert, natural de Subirats.
El 1906 fou tresorer de la secció d'arquitectura del Centre Excursionista de Catalunya i el 1909 es llicencià en arquitectura per la Universitat de Barcelona. El 1912 vicepresident de l'Associació d'Arquitectes de Catalunya. A la mort del seu germà Josep en 1909 i del seu pare en 1910 assumeix els negocis familiars i es casa amb la vídua del seu germà, Assumpció Ferrer i Bosch. El 1918 va convertir l'empresa familiar en societat anònima, amb un capital social de 10 milions de pessetes i amb la participació de la Companyia Transmediterránea. També va fundar Hierros y Aceros i fou regidor de l'ajuntament de Barcelona el febrer de 1930.
Després de la guerra civil espanyola va adquirir la Fábrica de Mieres i va formar part del consell d'administració del Banc Industrial de Catalunya (1951) i La Industrial Conservera (1955).
Joan Torras morí a Barcelona el 15 de gener de 1977.